# Lupus Protospatarul

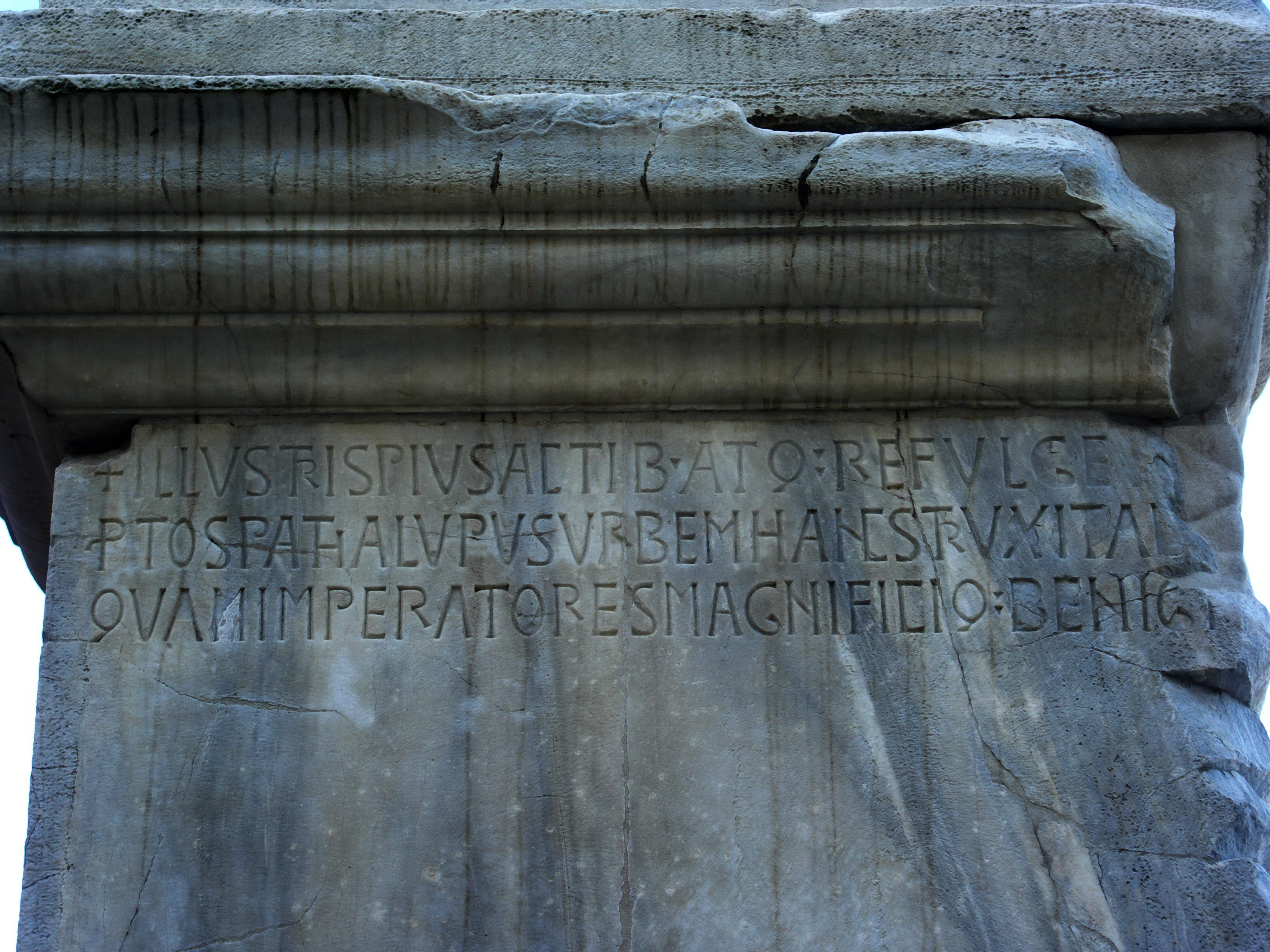
O coloană romană din Brindisi, având următoarea inscripție (incompletă):
ILLUSTRIS PIVS ACTIB(US) ATQ(UE) REFVLGENS
P(RO)TOSPATHA(RIVS) LVPVS VRBEM HANC STRVXIT AB IMO
QVAM IMPERATORES MAGNIFICIQ(UE) BENIGNI ...
(Lupus Protospatarul, renumit și pios în acțiunile sale benefice, a reconstruit de la fundație acest oraș, pe care magnificii și binefăcătorii împărați [...]
Referirea se face la reconstruirea orașului Brindisi după atacurile sarazinilor din secolul al IX-lea.

Lupus Protospatarul (în latină Lupus Protospatharius Barensis) a fost autorul Chronicon rerum in regno Neapolitano gestarum (numită și Annales Lupi Protospatharii), o istorie a sudului Italiei cuprinzând perioada dintre anii 805 și 1102. Paternitatea asupra cronicii i s-a atribuit lui Lupus abia începând din secolul al XVII-lea. Ca și alte cronici din Bari, Annales barenses și Anonymi barensis chronicon, Lupus a utilizat diferite anale ale orașului Bari anterioare anului 1051, astăzi pierdute. Guglielmo de Apulia pare să fi utilizat aceleași anale. Pe lângă acestea, Lupus a mai folosit analele pierdute ale localității Matera. Unul dintre elementele de originalitate ale cronicii lui Lupus Protospătarul îl constituie modalitatea de datare a evenimentelor. Astfel, el începe anii cu luna septembrie.
În cronica din Bari (Annales barenses) sunt menționați pentru prima dată vlahii, ca participanți în anul 1027 în campania împăratului Vasile al II-lea din sudul Italiei.